# Schweigend steht der Wald (Film)
Schweigend steht der Wald ist ein deutscher Spielfilm von Saralisa Volm aus dem Jahr 2022, nach dem gleichnamigen Buch von 2013 von Wolfram Fleischhauer, der auch das Drehbuch schrieb. Der Film kam am 27. Oktober 2022 in die deutschen Kinos.

## Handlung
Die Forstpraktikantin Anja Grimm ist im Rahmen eines Projektes zur Bodenkartierung in einem Waldstück in der Oberpfalz tätig, in dem ihr Vater bei einem dort verbrachten Familienurlaub spurlos verschwand, als sie acht Jahre alt war. Sie entnimmt, obwohl eigentlich nur der Boden des Waldgebiets kartiert werden soll, auf einer Wildwiese eine Bodenprobe. Dabei fällt ihr eine Anomalie auf, die auf tiefe Aushubarbeiten schließen lässt.
Anja besucht die Wiese erneut, um eine Kontrollprobe zu nehmen. Dabei wird sie von dem verwirrten Sonderling Xaver Leybach, den sie aus den Urlaubstagen ihrer Kindheit noch kennt, überrascht und mit einer Waffe bedroht. Nach diesem Ereignis besucht Anja die Familie Gollas, der das Waldstück gehört. Sie hat ihr Werkzeug zurückgelassen, will es aber nicht alleine holen. Rupert, der Sohn Waltrauds, begleitet sie. Er schlägt außerdem vor, sie sollten Xaver besuchen und ihm die Sache erklären, dann werde er Anja in Ruhe lassen, doch sie finden ihn mit einer blutverschmierten Schaufel vor. Er hat seine pflegebedürftige Mutter Anna erschlagen.
Konrad Dallmann, wie sein Vater Gustav Polizist im Ort, stellt fest, dass sein Vater im Zusammenhang mit dem Verschwinden von Anjas Vater ohne erkennbaren Grund gegen Xaver ermittelt hat. Gustav teilt ihm auf Nachfrage mit, dass 1979 Franz Josef Strauß mit dem italienischen Ministerpräsidenten Pertini das nahegelegene Konzentrationslager Flossenbürg besuchte. Um Komplikationen während des Besuchs zu vermeiden, habe er den verwirrten Xaver aus dem Weg haben wollen und ihn deshalb festgehalten. Gustav drängt Konrad dazu, Anja möglichst schnell zu vertreiben, aus zunächst unklarem Grund.
Anja erstattet Anzeige gegen Xaver wegen Mordes an ihrem Vater und fordert eine Durchsuchung der Lichtung. Gustav schlägt vor, man solle ihr geben, wonach sie suche, um sie von weiteren Nachforschungen abzuhalten. Sie präsentieren ihr das Grab ihres Vaters, der Mord wird Xaver angelastet. Anja versucht den in der Forensik einsitzenden Xaver zu sprechen. Das wird ihr verwehrt. Xaver hat sie jedoch gesehen und bringt sich kurz danach um. Rupert sieht seine Pläne, in dem Waldstück einen Märchenpark einzurichten, durch die Ereignisse in Gefahr. Dass Xaver Anjas Vater ermordet haben soll, glaubt er nicht.
Anja bemerkt, dass der Mord an ihrem Vater nur ein Teil des Geheimnisses um das Waldgebiet ist. Auf Bildern, die entstanden, bevor ihr Vater ermordet wurde, ist ein atypischer Brennnesselbewuchs auf einer rechteckigen Fläche zu erkennen, der auf hohen Stickstoffeintrag schließen lässt. Grund dafür ist ein Massengrab, das bei einem Todesmarsch der Lagerinsassen von Flossenbürg angelegt wurde. Die Bewohner des Ortes wissen um die Massenhinrichtungen und verschleiern sie, um den Ort nicht in Verruf zu bringen. Xaver, damals noch ein Kind, wurde durch das Erleben der Hinrichtungen traumatisiert. Anjas Vater wurde nicht von ihm, sondern von seiner Mutter Anna getötet, als er der Wahrheit zu nahe kam.
Als Anja vor ihrer Abreise nochmals durch den Wald streift, überrascht sie die Dallmanns und die Gollas beim Versuch, die Gebeine aus dem Massengrab in einem Betonfundament für den Märchenpark verschwinden zu lassen. Gustav, zu allem entschlossen, schießt Anja zunächst an, woraufhin sie in die Grube mit den sterblichen Überresten der Hingerichteten stürzt. Konrad Dallmann fordert seinen Vater mit vorgehaltener Waffe auf, von ihr abzulassen. Alle halten inne und starren sich an. Anja, direkt in Gustavs Gewehrlauf schauend, sieht dort Mündungsfeuer aufleuchten, dann wird das Bild schwarz.
Zum Schluss wird die Information eingeblendet, dass entlang der Todesmarsch-Routen immer noch Gebeine verscharrter Opfer aufgefunden werden. An der Jagd auf geflohene Häftlinge hätten sich auch Anwohner der jeweiligen Dörfer beteiligt, was bis heute vertuscht wird.

## Hintergrund
Der Film wurde vom 19. April 2021 bis zum 21. Mai 2021 an 25 Drehtagen in Weiden in der Oberpfalz gedreht. Das Budget der Gemeinschaftsproduktion von POISON, if... productions, Bayerischem Rundfunk, Hessischem Rundfunk, Saarländischem Rundfunk und Arte betrug 1,5 Mio. €. Das Projekt wurde durch den FFF Bayern, die Beauftragte der Bundesregierung für Kultur und Medien sowie den Deutschen Filmförderfonds gefördert. Die Premiere fand am 16. Februar 2022 bei den Internationalen Filmfestspielen Berlin 2022 im Rahmen des Zusatzprogramms Perspektive Deutsches Kino statt.

## Kritiken
„Exzellente Spannung samt aufklärerischem Mehrwert bietet dieser Thriller von Saralisa Volm nach dem preisgekrönten Roman von Wolfram Fleischhauer. Mit dramaturgischem Geschick und visueller Raffinesse setzt Regisseurin Volm immer mehr Puzzle-Teile zum großen Bild zusammen. Was sich am Ende daraus ergibt, ist ein Gemälde des Grauens. Ein Abgrund deutscher Wirklichkeit, der lange verdrängt wurde. Und der allemal für Diskussionen sorgen dürfte.“